# Війна четверного альянсу
Війна четверного альянсу 1718 — 1720 років (також Війна за французьку спадщину) — продовження Війни за іспанську спадщину, під час якого реваншистські настрої іспанського короля Філіпа Бурбона зустріли опір четверного союзу Франції, Великої Британії, Сполучених провінцій і Священної Римської імперії, яких, після коливань, підтримала Савойська династія.

## Підґрунтя
Після затвердження Філіпа V на іспанському престолі, його перший міністр, кардинал Альбероні, поставив собі завдання повернути Іспанії те становище, яке вона втратила в попередній війні. У продовженні декількох років він докладав великих зусиль для відновлення армії і флоту, за допомогою яких він сподівався повернути Сардинію, Неаполь і Сицилію. Проти Англії він хотів розпочати повстання в Шотландії, бо на обраного в 1714 році англійським королем Георга I, курфюрста Ганноверського, в Англії ще дивилися як на чужинця, і прихильники Стюартів заворушилися.
Король Людовик XIV, що правив понад 70 років, пережив усіх своїх дітей і онуків (крім одного, який став королем Іспанії Філіпом V). Правнуки, за винятком майбутнього Людовика XV, померли від епідемії (імовірно віспи) під час війни за іспанську спадщину. Людовик XV також справляв на сучасників враження вкрай хворобливого немовляти. Європейська дипломатія готувалася в разі його смерті зі зброєю в руках вирішувати питання французької спадщини. Людовик XIV залишив Францію найсильнішою державою на континенті, тому це питання мало першорядне значення.
Найближчим спадкоємцем трону вважав себе онук «короля-сонця», Філіп V Іспанський. Легітимізовані діти Людовика XIV, сподіваючись на розширення привілеїв у разі франко-іспанської династичної унії, переконували його порушити умови Утрехтського миру, який зобов'язував його не претендувати на французьку корону. Відмова від підсумків Війни за іспанську спадщину протиставила б Філіпу всю решту Європи, яка побоювалася появи бурбонської наддержави.
Зайве честолюбство Альбероні завело його, однак, занадто далеко. Він сподівався на возз'єднання Іспанії та Франції під однією короною, бо неповнолітній Людовик XV був слабкого здоров'я, а за нього керував регент Франції, Філіп II Орлеанський. Він був найбільш зацікавлений в положеннях Утрехтського миру, адже під час відсторонення іспанського короля від спадкування ставав потенційним спадкоємцем французької корони. З почуття самозбереження, і сподіваючись сам заволодіти престолом, він приєднався до ворогів Іспанії, яка таким чином залишилася без союзників.
4 січня 1717 року Англія, Франція і Республіка Сполучених провінцій заключили угоду про захист постанов Утрехтського миру і про взаємне забезпечення англійської та французької престолів за Ганноверським і Орлеанским домами. У 1718 році до угоди приєдналася Австрія, утворивши таким чином Четверний союз.

## Прелюдія
У серпні 1717 року іспанці без оголошення війни відправили експедицію з 12 кораблів і 8,6-тисячного війська на острів Сардинію і упродовж декількох місяців заволоділи всім островом. Після цього вони почали готувати експедицію для заволодіння Сицилією влітку наступного року. Кардинал Альбероні за підтримки королеви Єлизавети Фарнезе розраховував таким чином скористатися зайнятістю австрійців війною з турками і повернути Іспанії її традиційні володіння на півдні Італії, втрачені за умовами Утрехтського миру.
Англія, також не оголошуючи війни, послала в червні 1718 року в Середземне море ескадру під командуванням адмірала Джорджа Бінга, який мав інструкцію не допускати військових дій між іспанцями і австрійцями, попередити іспанців, що він не дозволить їм нападати на австрійські володіння в Італії, і лише якщо вони відмовляться від його посередництва і зроблять спробу утвердитися в Італії, то вдатися до сили.
8 липня, при вході в Середземне море, Бінг дізнався, що 18 червня іспанський флот вийшов з Барселони. Бінг відправився в Порт-Магон, де йому повідомили, що іспанці 30 червня були в межах видимості Неаполя. Дійсно, іспанці на початку липня висадили в Палермо 20-тисячну армію. Слабкі савойські війська не могли їм чинити опору і замкнулися в Мессіні, а рештою острова заволоділи іспанці.
25 липня Бінг вийшов з Порт-Магона та 1 серпня прийшов у Неаполь, взявши тут 2000 австрійських військ і 9 серпня підійшов до Мессіни. Він запропонував іспанському генералу, який оточив Мессіну, укласти перемир'я на два місяці, щоб у цей час переговорами залагодити справу, і коли той відмовився, Бінг висадив війська. 10 серпня він отримав звістку, що на південь від Мессінської протоки видно іспанський флот. Бінг погнався за ним і 11 серпня майже весь його знищив біля мису Пассаро. Після бою біля Пассаро Бінг повернувся до Порт-Магона і вийшов знову лише навесні 1719 року. Тільки 27 грудня між двома країнами була оголошена війна.
У Франції наприкінці 1718 року кардинал Дюбуа, що завідував зовнішньою політикою версальського двору, викрив придворну змову іспанського посла Челламаре, з яким мав зв'язок легітимізовані бастарди. Змовники відбулися лише вигнанням, але 9 січня 1719 року, Франція оголосила війну Іспанії.

## Бойові дії

Битва біля Гленшіелі 1719 року

Ареною основних бойових дій була Сицилія, звідки австрійці не без труднощів змогли витіснити іспанську армію. Вийшовши навесні 1719 року в море, Бінг перевіз австрійські війська на Сицилію, допомагав їм під час облоги Мессіни і припинив всяке сполучення острова з Іспанією. Під час облоги Мессіни в її гавані знаходилося кілька іспанських військових судів. Бінг, побоюючись, що комендант фортеці поставить умовою здачі вільне повернення цих судів до Іспанії, зажадав, щоб австрійці збудували особливу батарею, вогнем якої ці судна були знищені. Англійці твердо переслідували головну свою мету — знищити іспанський флот, що відроджувався. У жовтні Мессіна здалася, після чого англійський флот допоміг австрійцям опанувати й іншими портами.
Альбероні не розглядав серйозно поразку під Пассаро та невдачу експедиції в Сицилії. У 1719 році в Кадісі і Коруні були споряджені дві ескадри, які повинні були висадити війська в Бретані і в Шотландії. Від першої експедиції довелося відмовитися, бо змова проти регента у Франції була розкрита. Друга (40 транспортів з 5000 військ, під прикриттям 5 військових кораблів), під командуванням герцога Ормонда була 28 лютого розкидана штормом біля мису Фіністерре. Трьом фрегатам з п'ятьма транспортами вдалося дістатися до Рошейра, де вони висадили 400 осіб, і до них приєдналися 1500 якобітів. Звичайно, ця купка повсталих була знищена. Також захлинулася чергова спроба якобітського повстання битвою під Гленшіле.
Зі свого боку, Англія і Франція перейшли в наступ. У жовтні 1719 року під прикриттям англійської ескадри під командуванням віце-адмірала Міггельса (Mighells) був висаджений загін французьких військ у Віго чисельністю 24 000 чоловік, який опанував містом, при чому була захоплена багата здобич і знищені всі іспанські судна, що тут розташовувались.
Інша англійська ескадра сприяла операціям французької армії під командуванням герцога Бервіка, яка вторглася через Піренеї в межі Іспанії з Байонни і рухалася берегом. При оволодінні Ондаррибії, Сан-Себастьяна і Сантоньї англійський адмірал незмінно вимагав, щоб були зруйновані верфі, гавані і все військові судна, і це робили французькі війська, знищуючи в корені відроджується морську силу свого природного союзника. Планувалося завоювання Країни Басків і Каталонії, але епідемії змусили його відступити.
Бойові дії між іспанцями і французами перекинулися і на Північну Америку. Іспанці спорядили загін Вілласура на Великі Рівнини.
Франція ніяких операцій на морі не здійснювала за винятком направлення ескадри з 11 кораблів в Мексиканську затоку, для захисту Луїзіани . Слабкі іспанські морські сили змушені були відступити, і французи оволоділи укріпленим портом Пенсакола.
Голландія ніякої участі у війні не брала.
Крім вищевказаних операцій, велася і крейсерська війна. Побоювання за свої колонії, які не можна було захистити без допомоги флоту, змусили Іспанію припинити війну. 5 грудня 1719 року було звільнено Альбероні, і в 1720 році укладено мир у Гаазі.

## Підсумок
Через несприятливий для Іспанії розвиток подій і побоювання за свої колонії, які не можна було захистити без допомоги флоту, король Філіп V 5 грудня 1719 року відправив Альбероні у відставку і почав перемовини про мир. У лютому 1720 року був підписаний Гаазький мирний договір, за яким Іспанія відмовлялася від будь-яких претензій на італійські землі, за винятком герцогства Парми і П'яченци, спадкоємицею якого була Єлизавета Фарнезе.
Габсбурги в нагороду за активність на Сицилії отримували володіння цим островом, а Савойська династія була компенсована за втрату Сицилії наданням їй Сардинії. Сицилійський король Віктор Амадей II при цьому втримав за собою королівський титул, назвавшись королем Сардинії.
Четверний союз, будучи суто тимчасовою дипломатичною комбінацією, незабаром розпався. Проте Британія та Франція залишалися союзниками до 1731 року, коли на зміну їхньому альянсу прийшла «сімейна угода» французьких та іспанських Бурбонів.